# Conselho Consultivo sobre Internet e Eleições
O Conselho Consultivo sobre Internet e Eleições é uma cúpula consultiva composta por membros de órgãos estatais, bem como da sociedade civil, com vasta expertise sobre as informações que cincurdam o ambiente eleitoral. O Conselho atua junto ao gabinete da presidência do Tribunal Superior Eleitoral (TSE), com sede em Brasília, e tem por principal objetivo propor ações para conter a disseminação de notícias falsas e o uso de robôs nas eleições brasileiras. As fake news têm impactado debates políticos de grande relevância ao redor do mundo, a exemplo das Eleições dos Estados Unidos de 2016 e dos plebiscitos sobre a saída do Reino Unido da União Europeia. Com o objetivo de evitar problemas similares, o Brasil tem buscado garantir um processo eleitoral mais democrático e transparente por meio do debate sobre medidas a serem tomadas para o bom funcionamento dessa justiça especializada. O Conselho Consultivo sobre Internet e Eleições foi proposto pelo Ministro e antigo Presidente do TSE, Gilmar Mendes, por meio da Portaria nº 949 de 07 de dezembro de 2017.

## Composição
Inicialmente composto por 10 membros não remunerados, o Conselho Consultivo sobre Internet e Eleições é composto por integrantes do TSE, da Agência Brasileira de Inteligência (Abin) e do Exército Brasileiro. Nenhum membro de empresas gigantes da área de tecnologia como Facebook, Google ou Whatsapp faz parte do colegiado. A Portaria TSE nº 5 de 4 de janeiro de 2018 alterou a composição do Conselho incluindo, na função de Coordenador substituto do grupo, o representante da Ministra Rosa Weber, Estêvão André Cardoso Waterloo. O Conselho Consultivo sobre Internet e Eleições é composto pelos seguintes membros: 
- Luciano Felício Fuck, Secretário-Geral da Presidência do TSE (Coordenador)
- Carlos Eduardo Frazão do Amaral, Assessor-Chefe do Gabinete do Ministro Luiz Fux no TSE (Coordenador substituto)
- Giselly Siqueira, Assessora de Comunicação do TSE
- General de Brigada Jayme Octávio de Alexandre Queiroz, Centro de Defesa Cibernética do Departamento de Ciência e Tecnologia do Exército Brasileiro
- Ugo de Barros Braga, Assessor Especial de Comunicação Social do Ministro da Justiça
- Frank Márcio de Oliveira, Diretor-Adjunto da Agência Brasileira de Inteligência
- Maximiliano Salvadori Martinhão, membro do Comitê Gestor da Internet no Brasil
- Thiago Camargo Lopes, Secretário de Política de Informática do Ministério da Ciência, Tecnologia, Inovações e Comunicações
- Thiago Tavares Nunes de Oliveira, SaferNet Brasil
- Marco Aurélio Ruediger, Diretor de Análise de Políticas Públicas na Fundação Getúlio Vargas
- Estêvão André Cardoso Waterloo, representante da Ministra Rosa Weber

Atualmente sob a presidência do Ministro Luiz Fux, o quadro de integrantes sofreu algumas alterações, sendo a primeira e mais significativa pela Portaria nº 232, datada em 6 de março de 2018. A partir de tal data, o Conselho passou a vigorar com a seguinte composição:
- Carlos Eduardo Frazão do Amaral, Secretário-Geral da Presidência (Coordenador);
- Estêvão André Cardoso Waterloo, Chefe do Gabinete da Ministra Rosa Weber no STF (Coordenador substituto);
- Dr. Odilon Romano Neto, Juiz Auxiliar do Gabinete, representante do Ministro Luís Roberto Barroso;
- Andréa Mesquita Gramacho, Assessora-Chefe;
- Humberto Jacques de Medeiros, Vice-Procurador-Geral Eleitoral;
- General de Brigada Jayme Octávio de Alexandre Queiroz, Comando de Defesa Cibernética do Departamento de Ciência e Tecnologia do Exército Brasileiro;
- Ugo de Barros Braga, Assessor Especial de Comunicação Social do Ministro da Justiça;
- Elzio Vicente da Silva, Delegado de Polícia Federal, Diretor de Investigação e Combate ao Crime Organizado;
- Frank Márcio de Oliveira, Diretor-Adjunto da Agência Brasileira de Inteligência;
- Maximiliano Salvadori Martinhão, membro do Comitê Gestor da Internet no Brasil;
- Thiago Tavares Nunes de Oliveira, SaferNet Brasil;
- Marco Aurelio Ruediger, Diretor de Análise de Políticas Públicas na Fundação Getúlio Vargas;

Posteriormente, com o advento da Portaria nº 484, de 4 de junho de 2018, o Assessor Especial do Ministro da Justiça, Ugo de Barros Braga, foi substituído por João Luiz Pinto Coelho Martins de Oliveira. Em 25 de junho de 2018, por meio da Portaria de nº 534 , João Luiz Pinto Coelho Martins de Oliveira foi substituído por Maria Lilian de Oliveira Barbosa, Chefe da Assessoria de Comunicação Social do Ministro da Justiça, que ocupa a cadeira até a presente data.

## Principais atribuições
O Conselho Consultivo sobre Internet e Eleições tem as atribuições de desenvolver pesquisas e estudos sobre as regras eleitorais e a influência da Internet nas eleições, em especial o risco das fake news e o uso de robôs na disseminação das informações; opinar sobre as matérias que lhe sejam submetidas pela Presidência do TSE e propor ações e metas voltadas ao aperfeiçoamento das normas. .
Na primeira reunião do Conselho , realizada no dia 11 de dezembro de 2017, foi discutida a necessidade de criação de cartilhas e campanhas de conscientização para a população acerca das fake news, a elaboração de manuais de procedimentos para orientar os juízes eleitorais na tomada de decisões sobre remoção de conteúdo, a criação de um ambiente virtual (site ou aplicativo) para recebimento de sugestões de atuação e denúncias sobre fake news e a análise das propostas de resolução do TSE a fim de apresentar colaborações. A segunda reunião do grupo  aconteceu dia 15 de janeiro de 2018 e, na ocasião, foi apresentado um mapeamento de como outros países estão enfrentando o problema. De acordo com Luciano Felício Fuck, secretário-geral do TSE, o mapeamento abrange projetos de lei e ferramentas que focam na prevenção da disseminação de fake news, não na punição de quem a publicou. Em sua terceira reunião , ocorrida dia 29 de janeiro de 2018, o colegiado recebeu membros do Facebook, WhatsApp, Google e Twitter para discutir a disseminação de notícias falsas. Representante do WhatsApp afirmou na reunião que a plataforma conta com uma ferramenta “antispam” que bloqueia o envio de mensagens em grande escala. Afirmou ainda que o dispositivo foi criado para inibir spams comerciais, mas pode auxiliar no combate à divulgação de notícias falsas. Após a reunião, Gilmar Mendes ressaltou que as medidas de combate à disseminação de fake news na próxima eleição não representarão uma forma de censura, mas de proteção "à privacidade e à honra". Reunidos pela última vez em 5 de março de 2018 , membros do colegiado criticaram a falta de avanço nos trabalhos e alertam para os riscos de a Corte Eleitoral não estar preparada para enfrentar o problema nas eleições de outubro de 2018. Neste encontro, o diretor da Divisão de Crimes Cibernéticos do FBI, Howard Marshall, apresentou a estratégia norte-americana de combate a crimes cibernéticos. Dentro do Conselho, há o temor de que a Copa do Mundo e o recesso de julho atrasem ainda mais os trabalhos. O Estado de S.Paulo apurou ainda que não deve ir adiante a proposta de criar uma plataforma online no âmbito do TSE para conferir se uma notícia é verdadeira ou não, já que a Corte Eleitoral não tem capacidade operacional nem pretende dar selo oficial para notícias.  Ainda conforme O Estado de S. Paulo, na reunião do dia 4 de junho de 2018, o TSE classificou como “reservadas” as atas de todas as reuniões do Conselho Consultivo sobre Internet e Eleições, pois, segundo o egrégio tribunal, as atas são de caráter reservado porque os debates têm informações estratégicas e abordam assuntos que atingem a segurança da sociedade e do Estado brasileiro, o que justifica a exepcionalidade à regra da transparência. 

## O uso de robôs nas eleições de 2014
De acordo com estudo realizado pela Diretoria de Análises de Políticas Públicas (DAPP) da Fundação Getúlio Vargas (FGV) , redes de perfis automatizados compartilharam conteúdos elaborados pelas campanhas presidenciais de Dilma Roussef (PT), Aécio Neves (PSDB) e Marina Silva (atualmente na Rede) nas eleições de 2014. O debate vem à tona novamente em 2018 pois a influência de tais botnets é bastante conhecida. Responsáveis por disseminar notícias falsas nas redes sociais, importante fonte de informação dos eleitores brasileiros, os robôs representam uma ameaça à lisura do debate político e ao processo eleitoral. Ainda de acordo com a DAPP, no debate entre Dilma e Aécio na TV Globo, no segundo turno, por exemplo, pelo menos 20% das interações verificadas no Twitter, rede social analisada, ocorreram com robôs e não com perfis mantidos por usuários reais. A análise das mensagens postadas indicou que tais contas ressaltavam posicionamentos mais radicais, com potencial para influenciar o debate político. Para identificar tais botnets, os pesquisadores analisaram, por exemplo, perfis que publicavam exatamente a mesma mensagem, na mesma data e horário, perfis que geraram ao menos duas vezes dois tuítes consecutivos em menos de um segundo e contas que usaram plataformas para gerar tweets de forma automatizada. O estudo ainda mostrou que 699 perfis compartilharam conteúdos produzidos pelas campanhas eleitorais de Aécio Neves e de Marina Silva, destes, 508 foram criados em apenas 2 dias, ainda em 2013, e realizaram sua última postagem entre outubro e novembro de 2014, ou seja, logo após as eleições presidenciais. Os mesmos pesquisadores encontraram 509 contas automatizadas que compartilharam publicações feitas por dois dos principais sites relacionados à campanha da ex-presidente Dilma Roussef.  

## Precedentes
A ordem judicial para o Facebook remover postagens inverídicas contra a pré-candidata Marina Silva (Rede Sustentabilidade), por meio da aplicação, pela primeira vez, da Resolução nº 23.551/2017, marca o ínicio das ações do TSE contra as notícias falsas nas eleições brasileiras de 2018. Tal decisão, ocorrida no dia 7 de junho de 2018, partiu de Sérgio Banhos, ministro do TSE, que determinou, por meio de liminar, que o Facebook removesse as publicações no prazo de 48 horas. Além disso, a rede social também foi obrigada a fornecer, em até 10 dias, registros de acessos a uma das postagens, dados sobre a origem da página responsável pelas publicações, além dos dados pessoais de seu criador e administradores. De acordo com a Rede Sustentabilidade, responsável pela denúncia do caso, um perfil anônimo no Facebook usou uma página com o nome de “Partido Anti-PT” para atacar Marina Silva com textos que continham diversas informações falsas. Além disso, a página ofendia a imagem de Marina a associando a casos de corrupção da operação Lava Jato. De acordo com o ministro, as publicações continham títulos sensacionalistas, prevalência de primeira pessoa na narrativa, erros gramaticais, expressões de julgamento e extremismo, que podem ser considerados indícios de notícias falsas. A Resolução nº 23.551, publicada em dezembro de 2017, contém as regras para a propaganda eleitoral, e traz diretrizes gerais sobre o que pode e o que não pode ser feito na internet. Nela consta a proibição de publicação e divulgação de fatos "sabidamente inverídicos", além da determinação para remoção de conteúdos e punições aos responsáveis, com multas que variam entre R$5.000,00 e R$30.000,00 .
Apesar de ser considerada uma medida de última instância, o ministro Luiz Fux afirmou, no dia 21 de junho de 2018, que a legislação brasileira prevê a possibilidade de anulação de eleições se o resultado for influenciado pela difusão de informações falsas. De acordo com Fux, "O artigo 222 do Código Eleitoral prevê que, se o resultado de uma eleição qualquer for fruto de uma fake news difundida de forma massiva e influente no resultado, prevê inclusive a anulação". O ministro enfatizou que essa possibilidade só poderá ser exercida após a análise de um acervo de provas e ainda depende de uma análise profunda do efeito provocado no pleito pela informação falsa. 
De modo a evitar ações extremistas como a citada anteriormente, o TSE, por meio do Conselho Consultivo sobre Internet e Eleições, vem se esforçando no combate contra as notícias falsas. No dia 5 de junho de 2018, o TSE convidou partidos políticos a aderirem a um termo em que se comprometem a evitar disseminação de notícias falsas. De acordo com Luiz Fux, trata-se de um acordo simbólico sem a previsão de sansões a quem não aderir. Dos atuais 35 partidos políticos brasileiros registrados, 10 assinaram o acordo: DEM, PC do B, PDT, PSC, PSD, PSDB, PSL, PSOL, PRB e Rede. No dia 19 do mesmo mês, a cúpula consultiva firmou um acordo de colaboração com o Clube Associativo dos Profissionais de Marketing Político (CAMP) para a manutenção de um ambiente eleitoral protegido de disseminação de notícias falsas nas eleições de 2018 .